# Bacino dell'Eromanga
Il bacino dell'Eromanga è un grande bacino sedimentario mesozoico situato nell'Australia centrale e settentrionale. Copre parti del Queensland, del Territorio del Nord, dell'Australia Meridionale e del Nuovo Galles del Sud ed è una componente importante del Grande Bacino Artesiano. Il bacino dell'Eromanga copre 1.000.000 di km2 e si sovrappone in parte al bacino di Cooper.
Il bacino è costituito da arenaria, siltite, fango, carbone, scisto e letti rossi. Nel bacino sono state identificate due strutture da impatto, il cratere del Monte Toondina e il cratere Tookoonooka.
Nel Queensland e nell'Australia meridionale il bacino dell'Eromanga è stato esplorato e sviluppato per la produzione di petrolio. Quantità commerciali di gas furono scoperte per la prima volta nel 1976 e di petrolio nel 1978. Il bacino contiene il più grande giacimento petrolifero onshore dell'Australia, il giacimento petrolifero di Jackson. Moomba è il centro della produzione petrolifera del South Australia nel bacino.
La geologia della porzione del bacino dell'Eromanga nel Nuovo Galles del Sud è rimasta perlopiù inesplorata.
Durante la metà del periodo Cretaceo, gran parte dell'entroterra australiano fu inondato dal mare preistorico Eromanga, che condivide il nome con il bacino contemporaneo. Vari siti fossili sparsi nella regione risalgono allo stadio Aptiano-Albiano e registrano un gran diversità di vita marina, tra cui diversi plesiosauri, ittiosauri e pterosauri.